# إذاعة صوت الأقصى
إذاعة صوت الأقصى هي إذاعة إسلامية جماهيرية لكل أبناء الشعب الفلسطيني تهتم بقضايا الأمة الإسلامية والشعب الفلسطيني بشكل خاص وهي ليست قاصرة علي لون معين فهي إذاعة دينية إخبارية اجتماعية تربوية وثقافية... إلخ. تبث الإذاعة بجهاز قوته 3.5 ك هرتز، وترددها 106.7 إف إم.

## نشأة الإذاعة
تم إنشاء إذاعة صوت الأقصى في شهر يونيو من عام 2003 بعد أن كانت الحاجة ملحة لإنشاء إذاعة إسلامية.

## السياسة العامة
1. إذاعة إسلامية جماهيرة لكل أبناء الشعب الفلسطيني تهتم بقضاياه الشاملة السياسية والاجتماعية.
2. تلتزم الإذاعة بالمنهج الإسلامي عقيدة وشرعاً وعبادة ومنهج حياة.
3. تعتمد الإذاعة على المصطلحات السياسية الإسلامية.
4. تعمل الإذاعة على تقريب وجهات النظر للعاملين في القضايا الإسلامية.
5. تعتمد الإذاعة على الأمانة الإعلامية والموضوعية والصدق في نقل الأخبار.

## الأهداف
1. الدعوة إلى الله سبحانه وتعالى
2. الإعلام والإخبار وإيصال الرسالة الإعلامية الصحيحة للجمهور.
3. التثقيف العام الملتزم بروح الشرعية الإسلامية.
4. مساندة التعليم الفلسطيني بكل مراحله عبر نشر المصطلحات السياسية والإسلامية.
5. الإعلان الإذاعي المتميز المتوافق والشريعة الإسلامية.
6. تنمية الانتماء الوطني لدي أبناء الشعب الفلسطيني.

## المناطق التي تغطيها إذاعة صوت الأقصى
- تغطي إذاعة صوت الأقصى كل قطاع غزة وبعض من أجزاء الضفة المحتلة من بينها الخليل وأطراف من رام الله وجنين وبعض المناطق الأخرى.
- كما يغطي أجزاء من المناطق المصرية مثل أطراف العريش ورفح المصرية.
- بإمكان جميع الزوار من كل بقاع العالم متابعة الإذاعة من خلال البث المباشر للإذاعة، بالإضافة إلى وجود البث المباشر على القمر الصناعي على القمر عرب سات ويحمل تردد 12053 عربسات والترميز 27500 أفقي.

## وصلات خارجية
- موقع إذاعة صوت الأقصى
- البث المباشر للإذاعة